# ویلسدرف
ویلسدرف (به آلمانی: Veilsdorf) یک شهر در آلمان است که در تورینگن واقع شده‌است.

## خصوصیات
ویلسدرف ۳۰٫۹۱ کیلومترمربع مساحت دارد ۳۹۰ متر بالاتر از سطح دریا واقع شده‌است.